# Teis

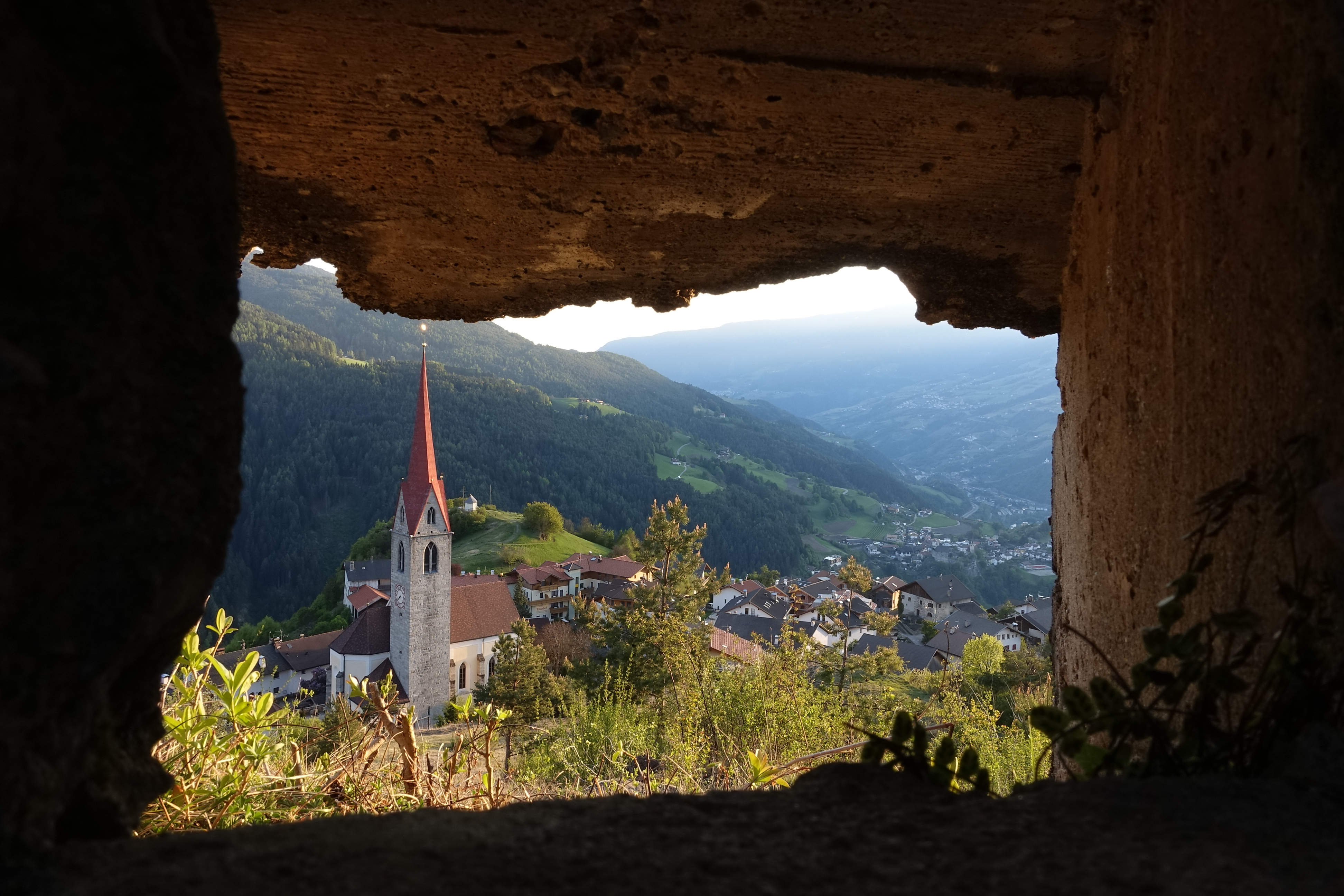
Blick durch eine Schießscharte

Teis (italienisch Tiso) ist eine Fraktion der Gemeinde Villnöß in Südtirol (Italien). Das Dorf liegt am Übergang vom Villnößtal ins Eisacktal auf 963 m Höhe. Zu Teis gehört auch der etwas unterhalb gelegene Weiler Nafen. Der Name des Ortes wird urkundlich erstmals im Jahr 1157 als „Tisis“ erwähnt.
Bis 1929 war Teis eine selbstständige Gemeinde, von der faschistischen Verwaltung wurde diese mit der Gemeinde Villnöß zusammengelegt.
Bekannt wurde der Ort für die in der Gegend gefundenen Teiser Kugeln (Drusen aus Quarzporphyrtuff), die auch im Mineralienmuseum Teis besichtigt werden können.

## Geschichte
Infolge seiner klimatisch bevorzugten Lage wurde Teis bereits in vorgeschichtlicher Zeit besiedelt. Auf dem Hl.-Grab-Hügel am Dorfrand fand man Tonscherben aus der Eisenzeit. Auf diesem aussichtsreichen Hügel befand sich in späterer Zeit auch eine Kreidefeuerstelle. Dort wurden Signalfeuer von Ort zu Ort weitergegeben. 

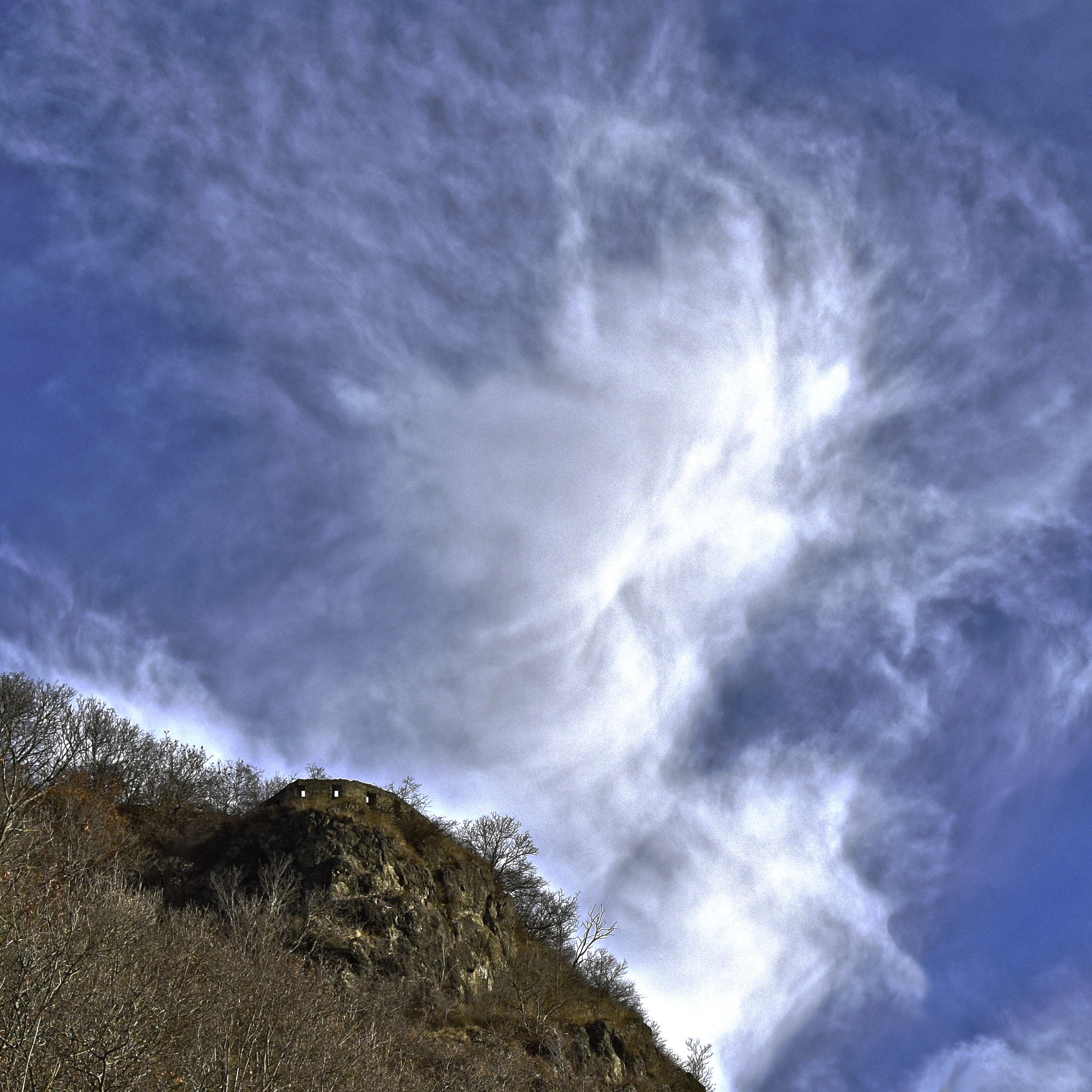
Schützengräben Teis

Der Name erscheint als in monte Tises (am Teiser Berg) erstmals in einer Urkunde zugunsten des hier begüterten Heilig-Kreuz-Spitals in Brixen von 1174–1177, welche 1190/96 bestätigt wurde. Erstmals wurde eine Kirche in Teis 1303 erwähnt. Im Mittelalter lebte in Teis eine Ritterfamilie, die „Herren von Teis“. Beim Turnerhof sieht man heute noch die Reste einer Burgmauer.
Die neugotische Pfarrkirche, erbaut im Jahr 1890 von der Bevölkerung von Teis, ist dem Herzen Jesu geweiht.
Zu Beginn des Ersten Weltkriegs wurden auf Teiser Gebiet von der k. u. k. Armee Schützengräben und Kavernen auf verschiedenen Höhenstufen errichtet. Diese Anlagen sollten ein Vordringen italienischer Truppen in das Eisacktal verlangsamen, wenn nicht aufhalten. Die weitläufigen Schutzbauten sind heute zum Teil für Besucher zugänglich.
Unter der Diktatur des Faschismus war in Teis die deutsche Schule verboten. Alle kulturellen Tätigkeiten wurden stark eingeschränkt. Wegen der schlechten Wirtschaftslage verloren viele Bauern ihren Hof und der Zuzug von Italienern aus dem Süden Italiens wurde stark gefördert. Teis bekam in dieser Zeit den Übernamen „das walsche Dorf“.
Seit 1985 bestehen zwischen der Gemeinde Winkelhaid und Teis partnerschaftliche Verbindungen, die mit zwei großen Partnerschaftsfeiern in Winkelhaid und Teis besiegelt wurden.

## Nafen

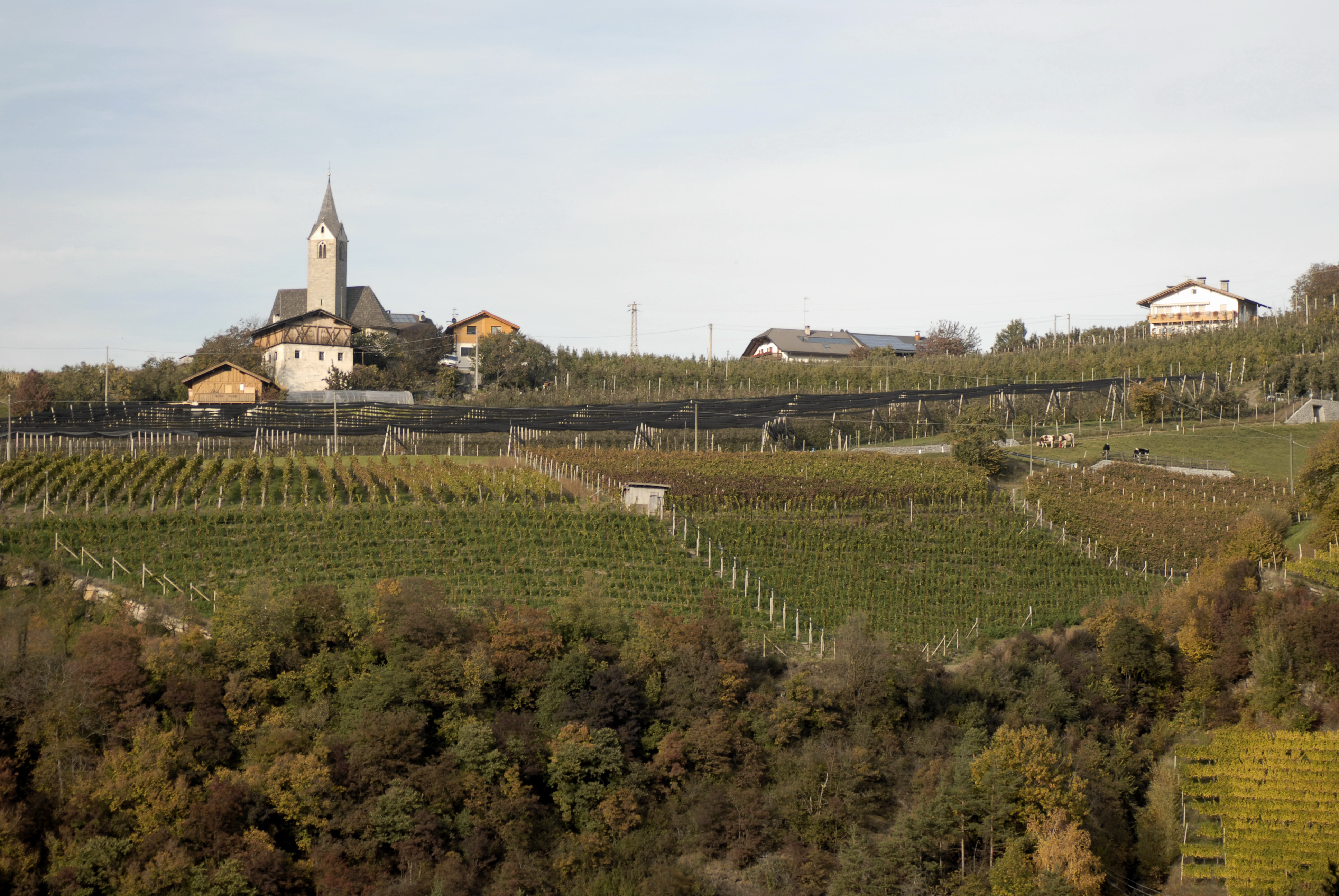
Streuweiler Nafen bei Teis

Der Streuweiler Nafen (790 m) liegt auf einer Mittelgebirgsterrasse zwischen dem Eisack- und Villnößer Tal. Mittelpunkt ist seit 1300 das St. Bartholomäus Kirchlein – ein Juwel der Kunstgeschichte, mit wertvollem gotischen Flügelaltar.
Die Siedlung ist in Obst- und Weingärten eingebettet, es finden sich auch Kirsch-, Nuss- und Kastanienbäume.
Nafen ist erstmals im von Graf Meinhard II. von Tirol-Görz ausgestellten Urbar aus dem Jahr 1288 als Naven verschriftlicht. Dem Namen kann vorrömisch *nava (‚Ebene, die von Geländeerhebungen gesäumt ist‘, ‚Tallage‘) zugrunde liegen (vgl. Navis).

## Bildung
In Teis gibt es eine Grundschule für die deutsche Sprachgruppe.